# Philip Thomas Howard
Philip Thomas Howard OP (ur. 21 września 1629 w Londynie, zm. 17 czerwca 1694 w Rzymie) – angielski kardynał.

## Życiorys
Urodził się 21 września 1629 roku w Londynie, jako syn Henry’ego Fredericka Howarda i Elizabeth Stuart (jego pradziadkiem był Filip Howard). W 1645 roku wstąpił do zakonu dominikanów. Rok później złożył profesję wieczystą, a w 1652 roku przyjął święcenia kapłańskie. Po śmierci Olivera Cromwella był tajnym wysłannikiem Karola II. Negocjował jego małżeństwo z Katarzyną Bragançą, a następnie został wielkim jałmużnikiem królowej. 16 maja 1672 roku został wybrany tytularnym arcybiskupem Elenopolis, jednak dwa lata później presja protestantów zmusiła go do opuszczenia Anglii i osiedlenie się we Flandrii. 27 maja 1675 roku został kreowany kardynałem prezbiterem i otrzymał kościół tytularny Santa Cecilia. W 1689 roku został kamerlingiem Kolegium Kardynałów i archiprezbiterem bazyliki liberiańskiej. Zmarł 17 czerwca 1694 roku w Rzymie.